# Station Skoki
Station Skoki is een spoorwegstation in de Poolse plaats Skoki.